# 武尔斯比特尔
武尔斯比特尔是德国下萨克森州的一个市镇。总面积38.25平方公里，总人口1893人，其中男性974人，女性919人（2011年12月31日），人口密度49人/平方公里。